# Hanneke Gelderblom-Lankhout
Hanneke Marion Gelderblom-Lankhout (Den Haag, 11 februari 1936) is een Nederlands mediator, opiniemaakster en voormalig politicus voor D66.

## Biografie
Gelderblom is geboren in een Joods gezin in Den Haag. Haar vader had een drukkerij. Tijdens de Tweede Wereldoorlog in 1942 wordt ze zonder haar ouders en broertje (1940) ondergebracht op in totaal twaalf adressen. Haar vader werd bij zijn vlucht naar Frankrijk in 1942 in Bordeaux opgepakt en via Drancy naar concentratiekamp Auschwitz afgevoerd. Onderweg werd hij tijdens een ontsnappingspoging doodgeschoten. In het voorjaar van 1944 kwam Gelderblom op een adres in Eerde terecht, midden in het gebied van de latere Operatie Market Garden. Bij de bevrijding van zuid-Nederland werd ze herenigd met haar moeder.
Ze werkte bij het architectenbureau 'Van Wijk Gelderblom Partners' te 's-Gravenhage (later architectenatelier Hans Gelderblom). In 1965 trouwde ze met Hans Gelderblom.

### Politieke carrière
Gelderblom was politiek actief en was gemeenteraadslid in Den Haag (1970-1974, 1978-1986). In 1986 werd ze verkozen tot lid van de Eerste Kamer der Staten-Generaal (1986-1999). Ze hield zich in de Kamer onder meer bezig met volkshuisvesting, sociale zaken, ontwikkelingssamenwerking en buitenlandse zaken. Ze is ook enkele malen waarnemer geweest bij verkiezingen in voormalig Joegoslavië.

### Media en opinie
Hanneke Gelderblom is actief in de media als deskundige en opiniemaakster. Sinds 2015 is zij een vaste columnist van de Joodse nieuws en achtergrondensite Jonet.nl. Daar schrijft ze over actuele ontwikkelingen en haar Joodse wereldbeeld. Geregeld schrijft ze ook ingezonden opiniestukken in Nederlandse media, waaronder dagblad Trouw. Verder is Gelderblom een van de panelleden in Het Kamergesprek, een tv-programma van onder meer ProDemos en Nieuwspoort waarin parlementaire debatten worden uitgelegd.

### Trivia
In 2019 kwam het kinderboek Hannekelief uit van de auteur André van der Linden. Daarin staat het onderduikverhaal van Gelderblom centraal. Bij het boek hoort de website Hannekelief.nl die vertelt over haar oorlogsverleden en verdere leven.